# Paul Ritter
Paul Ritter (Gravesend, Kent, 20 de diciembre de 1966 - Faversham, Kent, 5 de abril de 2021) fue un actor británico de cine, teatro y televisión. Ritter tuvo papeles en las películas Quantum of Solace, Son of Rambow, Harry Potter y el misterio del príncipe, Nowhere Boy y La legión del águila.

## Carrera artística
Ritter apareció, entre otras, en la serie de televisión de 2007 Instinct, la comedia dramática Pulling, el thriller de ITV1 Vera, y la comedia de Channel 4 Friday Night Dinner. Interpretó a Pistol en Enrique IV, parte II, parte de un ciclo de la BBC 2 de obras históricas de Shakespeare titulada The Hollow Crown. The Daily Telegraph describió a Ritter como «un actor que está destinado a la grandeza seguramente muy pronto. Su Pistol transmite perfectamente el choque de un hombre que a regañadientes había dejado la ruidosa alegría de Eastcheap y se encontró en la edad media, contemplando la melancolía de un otoño medieval». Ritter interpretó al difunto actor cómico Eric Sykes en Tommy Cooper: Not Like That, Like This.
Ritter fue nominado a un Premio Tony en 2009 por su papel en Las conquistas de Norman. En 2012 apareció en la versión teatral de la novela de Mark Haddon El curioso incidente del perro a medianoche en el Royal National Theatre (como Ed Boone, el padre del protagonista Christopher) y en 2013 como John Major en el estreno de La audiencia, de Peter Morgan.
En 2019 apareció en la miniserie Chernóbil, donde interpretó al ingeniero soviético Anatoli Diátlov.
Falleció el 5 de abril de 2021 en su domicilio, a causa de un tumor cerebral que padecía. Tenía 54 años.

## Filmografía
- Son of Rambow (2007)
- The Other Man (2008)
- Quantum of Solace (2008)
- Harry Potter y el misterio del príncipe (2009)
- Friday Night Dinner (2011-presente, serie de televisión)
- Great Expectations (2011-2020, miniserie de televisión)
- Vera (2011-2013, serie de televisión, 12 episodios)
- Enrique IV, parte II (2012)
- Chasing Shadows (2014)
- The Game (2014, miniserie de televisión)
- Inferno (2016)
- Los misteriosos asesinatos de Limehouse (2016)
- Chernóbil (miniserie, 2019)
- Resistance (miniserie, 2019) (Rebellion, temporada 2, en Netflix)
- The Capture (2019)
- Catalina la Grande (miniserie, 2019)
- The Trial of Christine Keeler (2019-2020)
- Belgravia (2020) Serie de televisión
- Friday Night Dinner: Ten Years And a Lovely Bit of Squirrel (2021)
- Operación Mincemeat (2022)